# 1904 no Brasil
Esta é uma cronologia dos fatos acontecimentos de ano 1904 no Brasil.

## Incumbentes
- Presidente do Brasil - Rodrigues Alves (15 de novembro de 1902 - 15 de novembro de 1906)

## Eventos
- 7 de abril: Presidente Rodrigues Alves assina o decreto n° 5188, que organiza o território do Acre.[1]
- 5 de maio: O Equador assina o tratado secreto de aliança com o Brasil.[2]
- 12 de julho: Um acordo provisório entre o governo do Brasil e do Peru é firmado no Rio de Janeiro.[3]
- 31 de outubro: O Congresso Nacional do Brasil aprova a Lei da Vacina Obrigatória contra a varíola.
- 10 a 16 de novembro: A Revolta da Vacina ocorre na cidade do Rio de Janeiro.[4]
- 16 de novembro: O Congresso Nacional do Brasil declara o estado de sítio.[5]

## Nascimentos
- 10 de janeiro: Lamartine Babo, compositor (m. 1963).
- 3 de dezembro: Roberto Marinho, fundador da Rede Globo (m. 2003).

## Mortes
- 19 de fevereiro: Luís Betim Pais Leme, engenheiro (n. 1847).